# دخل مالي

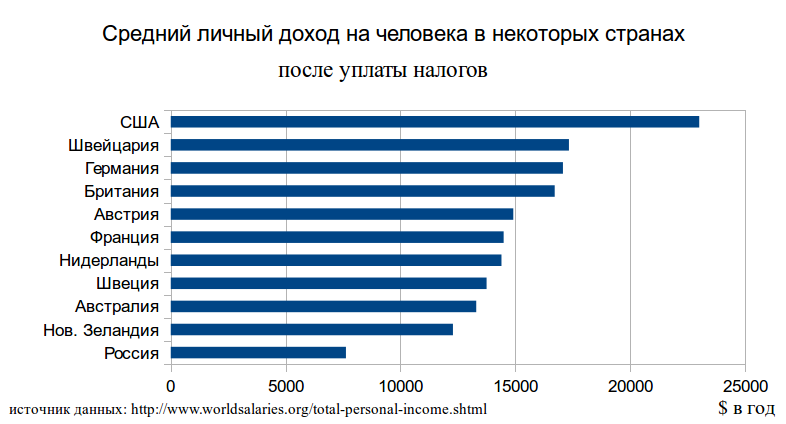

الدخل العائد الذي يحصل عليه صاحب العنصر الإنتاجي مقابل المساهمة في العملية الإنتاجية، فالعامل يحصل على الأجر سواء كان عمله يدويا أم ذهنيا، والأرض يحصل صاحبها على الريع أو الإيجار، ورأس المال يحصل صاحبه على الفائدة.
أما الدخل من حيث المفهوم الاقتصادي في النظرية الإسلامية، فإن صاحب رأس المال إما أن يحصل على حصة من الربح إذا كان الرأس مال نقديا أو يحصل على إيجار أو حصة من الربح إذا كان رأس المال عينيا، أما التنظيم أو الإدارة فيحصل صاحبهُ على الربح.
ويمكن تعريف الدخل بانه الخدمة أو المنفعة الناتجة عن رأس المال أو العمل.
ولهُ مصدران: المصدر الأول هو ما يملكهُ الشخص من أموال، والمصدر الثاني للدخل هو ما يبذلهُ الشخص من عمل أو نشاط اقتصادي. ويسمى الأول دخلاً غير مكتسب (Unearned income)، بينما الثاني يعرف بالدخل المكتسب (Earned income).
والدخل بعد دفع الضرائب المباشرة في النظام الرأسمالي يطلق عليهِ صافي الدخل، ويمثل الدخل القومي إجمالي الدخول المكتسبة جميعا من إنتاج السلع والخدمات في الدولة خلال سنة بما في ذلك صافي الدخل من الخارج.